# Paula Piechotta

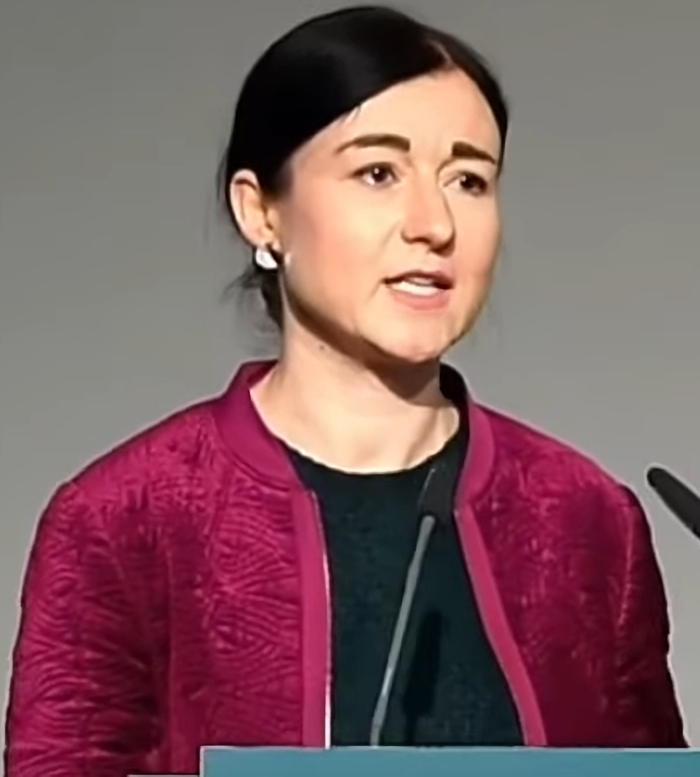
Paula Piechotta (2021)

Paula Louise Piechotta (* 19. September 1986 in Gera) ist eine deutsche Politikerin (Grüne) und Fachärztin für Radiologie. Seit dem 26. Oktober 2021 ist sie Mitglied des Deutschen Bundestages.

## Leben
Piechotta wurde als Tochter eines Paares evangelischer Theologen geboren und wuchs in einem Pastorenhaus in Gera auf, ist inzwischen aber aus der Kirche ausgetreten. An der Friedrich-Schiller-Universität Jena studierte sie Medizin und Molekularmedizin ab 2006 und promovierte dort 2015. Von 2015 bis 2020 dauerte die Ausbildung zur Fachärztin in Heidelberg und Leipzig. Sie arbeitet seit April 2022 an zwei Tagen im Monat als Fachärztin für Radiologie am MedVZ des Leipziger Universitätsklinikums.
Piechotta lebt in Leipzig.

## Politik
Sie war Mitglied der Grünen Jugend und trat 2010 der Partei Bündnis 90/Die Grünen bei.
Sie kandidierte 2014 in Thüringen im Wahlkreis Altenburger Land I und 2019 in Sachsen im Wahlkreis Leipzig 2 und war nach beiden Landtagswahlen an den Koalitionsverhandlungen beteiligt.
Zur Bundestagswahl 2021 und zur Bundestagswahl 2025 trat Piechotta im Bundestagswahlkreis Leipzig II an und zog jeweils über Listenplatz 1 der Grünen Sachsen in den 20. Deutschen Bundestag und 21. Deutschen Bundestag ein. Piechottas Schwerpunkt ist Gesundheitspolitik. Sie setzt sich für eine wohnortnahe Arzneimittelversorgung durch Apotheken und gegen die Bezahlung von Homöopathie durch die Krankenkassen ein. Darüber hinaus engagiert sie sich für eine wissenschaftsbasierte, sozial gerechte Klimapolitik, für funktionierende Infrastruktur und einen starken Fokus auf Ostdeutschland.
Piechotta war im 20. Deutschen Bundestag Mitglied im Haushaltsausschuss und dort als Berichterstatterin zuständig für den Etat des Bundesministeriums für Digitales und Verkehr sowie für den Etat des Bundesgesundheitsministeriums. Im Rechnungsprüfungsausschuss war Piechotta Obfrau der Fraktion Bündnis 90/Die Grünen und Berichterstatterin für das Bundesministerium der Verteidigung. Als stellvertretendes Mitglied im Gesundheitsausschuss war Piechotta Berichterstatterin für Medizinprodukte, Apotheken und Arzneimittel. Weiterhin war sie stellvertretendes Mitglied im Ausschuss für Bildung, Forschung und Technikfolgenabschätzung.
Bei der Kommunalwahl in Sachsen am 9. Juni 2024 wurde Piechotta im Wahlkreis Süd zur Stadträtin in Leipzig gewählt. Sie war für die Leipziger Stadtratsfraktion von Bündnis 90/Die Grünen wirtschaftspolitische Sprecherin und damit Mitglied im Fachausschuss Finanzen sowie im Fachausschuss Wirtschaft, Arbeit und Digitales und stellvertretendes Mitglied im Fachausschuss Sport. Im Juni 2025 gab Piechotta bekannt, dass sie angesichts der sehr knappen Mehrheitsverhältnisse im Leipziger Stadtrat sowie der häufigen gleichzeitigen Sitzungstermine ihr Mandat im Leipziger Stadtrat abgeben werde, um die Mehrheitsfindung nicht durch Terminüberschneidungen zu gefährden. Der Leipziger Stadtrat stimmte der Niederlegung des Mandats bei seiner Sitzung am 25. Juni 2025 zu.
Im 21. Deutschen Bundestag ist Piechotta erneut Mitglied im Haushaltsausschuss und dort als Berichterstatterin für den Etat des Bundesministeriums für Verkehr, für den Etat des Bundesgesundheitsministeriums und den Etat des Bundesministeriums für Forschung, Technologie und Raumfahrt verantwortlich. Des Weiteren fungiert sie erneut als Mitglied und Obfrau ihrer Fraktion im Rechnungsprüfungsausschuss. Sie ist außerdem weiterhin stellvertretendes Mitglied im Gesundheitsausschuss sowie zusätzlich im Verteidigungsausschuss.